# Loi Lavergne
Pour les articles homonymes, voir Lavergne.
La loi amendant le Code civil concernant les contrats faits avec les compagnies de services d'utilité publique, connu sous le nom de loi Lavergne, nommée ainsi en l'honneur de celui qui l'a parrainée, Armand Lavergne, est une loi québécoise, adoptée en 1910, visant à rendre obligatoire l'affichage bilingue sur les communications envers leur clientèle.
Il s'agit d'une des premières lois linguistiques québécoises.
La loi a été adoptée par l'Assemblée législative du Québec.